# 4 липня
4 липня — 185-й день року в григоріанському календарі (186-й у високосні). До кінця року залишається 180 днів.

## Свята і пам'ятні дні

### Міжнародні
- День музики в стилі кантрі.

### Національні
- Україна: День Національної поліції України.
- Україна: День судового експерта.
- Україна: День Волошок
- США:
  - День незалежності США.
  - День салату «Цезар».
- Італія: День Гарібальді.
- Філіппіни: День Республіки.
- Венесуела День архітектора. (Día del Arquitecto)
- Японія: День груші. (語 呂 合 わ せ)
- Руанда: День звільнення. (Liberation Day)
- Норвегія: День народження королеви Соні Харальдсен.
- Латвія: День пам'яті жертв геноциду єврейського народу.
- Аргентина: День сільського лікаря. (Día del Médico Rural)

### Релігійні

#### Християнство
- День Святого Андрея Критського.
- День Святої Єлизавети Португальської, Королеви Португалії з українського монаршого роду.

Православні:
- День Святого Андрея Критського
- Преподобної Марфи, матері Симеона Дивногорця.
- Мучеників Феодота і Феодотії.
- Священномученика Феодора, єпискора Киринейського.

### Іменини
✙ Православні: Андрій, Марта, Теодор
✝  Католицькі:

## Події
- 1187 — Битва на Рогах Хаттіна.
- 1456 — Облога Белграда.
- 1607 — Рейд на Очаків.
- 1610 — Битва при Клушині.
- 1776 — ухвалено Декларацію незалежності США.
- 1631 — у Парижі відкрито перше у світі агентство зайнятості.
- 1865 — побачило світ перше видання книги Льюїса Керрола «Аліса у Дивокраї».
- 1917 — Виступ полуботківців у Києві з метою проголошення незалежності України.
- 1941 — убивство польських професорів німцями у Львові.
- 1941 — Заліщицька трагедія.
- 1946 — Кенігсберг перейменували на Калінінград.
- 2022 — на острові Зміїний висадились українські військові та повернули на нього український прапор.

## Народились
Дивись також Категорія:Народились 4 липня
- 1330 — Асікаґа Йосіакіра, 2-й сьоґун сьоґунату Муроматі.
- 1790 — Джордж Еверест,  відомий  географ, член Королівського географічного товариства, в честь  якого названа гора Еверест.
- 1826 — Стівен Фостер, найвідоміший американський композитор першої половини XIX століття.
- 1855 — Влахо Буковац, хорватський художник, працював у стилях імпресіонізму та постімпресіонізму.
- 1884 — Луїс Барт Маєр, американець українського походження, кінопродюсер, засновник «Metro-Goldwyn-Mayer» і Академії кінематографічних мистецтв і наук
- 1891 — Іван Іщенко, український військовий хірург.
- 1891 — Петро Панч, український письменник, сотник Дієвої Армії УНР.
- 1893 — Данило Демуцький, український радянський фотограф та кінооператор.
- 1910 — Чемпіон Джек Дюпрі (справжнє ім'я Вільям Томас Дюпрі), американський блюзовий музикант.
- 1926 — Альфредо Ді Стефано, аргентинсько-іспанський футболіст, тренер.
- 1930 — Фрунзик Мкртчян, вірменський актор театру і кіно.
- 1953 — Володимир Тертишник,  відомий український правник,професор, поет.
- 1958 — Ігор Римарук, український поет, шевченківський лауреат. Багаторічний головний редактор журналу «Сучасність».
- 1960 — Георгій Арутюнян, учасник Євромайдану. Герой України.
- 1981 —  Дмитро Лубінець, правозахисник, Уповноважений Верховної Ради України з прав людини..
- 1992 — Ірина Варвинець, українська біатлоністка, багаторазова призерка та чемпіонка чемпіонатів світу та Європи серед юніорів, чемпіонка та призерка чемпіонатів Європи та Універсіад.

## Померли
Дивись також Категорія:Померли 4 липня
- 1494 — Юрій Дрогобич, український філософ, астроном, перший український доктор медицини, ректор Болонського університету
- 1826 — Джон Адамс, один з лідерів американської революції, 2-й президент США
- 1826 — Томас Джефферсон, 3-й президент США (1801—1809), один з авторів Декларації незалежності.
- 1831 — Джеймс Монро, 5-й президент США, автор «доктрини Монро».
- 1848 — Франсуа-Рене де Шатобріан, французький письменник, політик і дипломат.
- 1910 — Джованні Скіапареллі, італійський астроном.
- 1913 — Надія Забіла-Врубель, українська оперна співачка, дружина художника Михайла Врубеля.
- 1919 — Іван Левинський, український архітектор, педагог, підприємець, громадський діяч.
- 1920 — Макс Клінгер, німецький художник, графік і скульптор, представник символізму.
- 1934 — Марія Склодовська-Кюрі, французький і польський фізик і хімік, Нобелівський лауреат з фізики (1903), і з хімії (1911)
- 1939 — Луїс Вейн, англійський художник.
- 1970 — Барнетт Ньюман, американський художник, один із найвидатніших представників абстрактного експресіонізму і живопису кольорового поля.
- 1992 — Астор П'яццола, аргентинський композитор, виконавець на бандонеоні.
- 1998 — Януш Пшимановський, польський письменник, поет і публіцист, полковник Війська Польського.
- 2000 — Юрій Хой, російський музикант, лідер панк-рок-гурту «Сектор Газа».
- 2003 — Барі Вайт, американський композитор, співак, автор пісень. Триразовий володар нагороди «Ґреммі».
- 2009 — Богодар Которович, скрипаль і диригент, народний артист України, фундатор і беззмінний керівник Державного камерного ансамблю «Київські солісти»
- 2009 — Лео Мол (Леонід Молодожанин), канадський скульптор і живописець українського походження.